# Vasili Prónchishchev

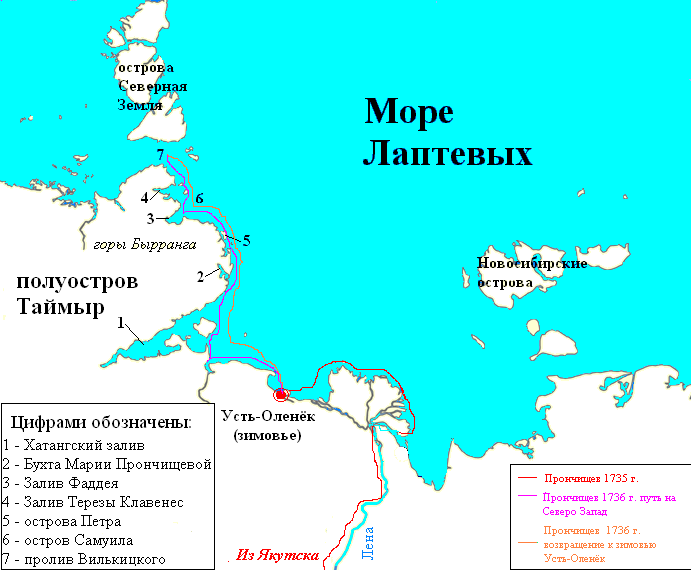
La ruta de la expedición de Prónchishchev (1735-36) (rótulos en ruso)

Vasili Vasílievich Prónchishchev (del ruso: Василий Васильевич Прóнчищев) (finca Boguímovo, distrito de Tarusa, provincia imperial de Kaluga, 1702–9 de septiembre (O.S. 29 de agosto) de 1736) fue un marino y explorador polar ruso del Ártico, recordado por haber participado, junto con su mujer, María Prónchishcheva, en la Gran Expedición del Norte, dirigiendo una partida encargada de cartografiar las costas entre la desembocadura del río Lena y la del río Yeniséi. Ambos fallecieron en ese viaje.

## Biografía
Vasili Vasílyevich Prónchishchev era el quinto hijo de una familia noble. En abril de 1716 entró como aprendiz en la Escuela de Matemáticas y Navegación de Moscú de Moscú, situada en la Torre Sújarev (Sukharev Tower), donde se graduó en 1718. Ese mismo año fue trasladado a San Petersburgo, a la Academia Naval (donde estudió con los luego también exploradores polares Semión Cheliuskin y Dmitri Láptev) y se convirtió en guardiamarina. Desde 1718 hasta 1724 estuvo en distintas nave en la Flota del Báltico. En 1722 participó en la campaña persa de Pedro. En 1727 fue ascendido a asistente de piloto y en 1733 alcanzó el rango de teniente, siendo nombrado jefe de una de las unidades de la segunda expedición a Kamchatka, la gran expedición científica cuya finalidad era cartografiar las costas del océano Ártico desde la desembocadura del río Lena hasta la desembocadura del río Yeniséi.
En 1735, Vasili Prónchishchev descendió el río Lena desde la ciudad de Yakutsk, en un balandro que bautizó con ese mismo nombre, Yakutsk, logrando doblar el delta y deteniéndose para la invernada en la desembocadura del río Olenek. Muchos miembros de la tripulación cayeron enfermos y debido principalmente al escorbuto, murieron. A pesar de las dificultades, en 1736, alcanzaron la costa oriental de la península de Taimyr, y se dirigieron al norte siguiendo su litoral. Finalmente, Prónchishchev y su esposa María (también conocida como Tatyana Fiódorovna) sucumbieron al escorbuto y murieron en el camino de regreso.
A pesar de la cifra de muertos, la expedición fue un éxito al cumplir sus objetivos. Durante su viaje, Vasili Prónchishchev descubrió una serie de islas de la costa noreste de la península de Taimyr, como las islas Faddéy, las islas Komsomólskoy Pravdy y las islas de San Pedro. Su expedición fue la primera en hacer un mapa preciso del río Lena, desde Yakutsk hasta el estuario, y de la costa del mar de Láptev desde la boca del Lena hasta el golfo de Faddéy. 
La esposa de Prónchishchev, Maria Prónchishcheva (muerta el 12 de septiembre (23), 1736), se considera la primera mujer exploradora polar. Después de su muerte, ambos fueron enterrados en la desembocadura del río Olenek.

## Reconocimientos
Una parte de la costa oriental de la península de Taimyr, y una cordillera entre la desembocadura del Olenek y del río Anabar llevan el nombre de Vasili Prónchishchev. El rompehielos Vasili Prónchishchev, construido en 1961 en Leningrado, fue nombrado para honrar a este pionero explorador del Ártico. La bahía María Prónchishcheva, en el mar de Láptev, también recuerda a su esposa.